# Chuck Klein
Chuck Klein est un artiste de storyboard, scénariste et réalisateur américain. Il a travaillé dans des séries animées et films tels que Les Razmoket, le film (1998), Bob l'éponge (1999-2007), Les Griffin (2005-2006), Super Bizz (2008). Il a étudié l'art à l'Art Institute of Fort Lauderdale de 1982 à 1985. Il habite à Los Angeles. 

## Filmographie

### Storyboard
- Michat-Michien (TV)
- 1996-1997 : Duckman (TV)
- 1998 : Les Razmoket, le film
- 1999 : La Famille Delajungle (TV)
- 2000 : Teacher's Pet (en) (TV)
- 1999-2007 : Bob l'éponge (TV)
- 2003 : Jenny Robot (TV)
- 2004 : Scott, le film
- 2004 : Mickey, Donald, Dingo : Les Trois Mousquetaires (vidéo)
- 2004-2006 : Brandy et M. Moustache (TV)
- 2004-2005 : Foster, la maison des amis imaginaires (TV)
- 2005 : Les Griffin (TV)
- 2008 : Super Bizz (TV)
- 2011 : Le Monde incroyable de Gumball (TV)

### Scénariste
- Jenny Robot (TV)
- 1999 : Bob l'éponge (TV)
- 2004 : Foster, la maison des amis imaginaires (TV)

### Réalisateur
- 2005-2006 : Les Griffin (TV)
- 2006 : Stuart Little (TV)
- 2009 : The Cleveland Show (TV)

|}

## Récompenses
- 2002 : Emmy Award de l'Académie nationale des arts et des sciences de la télévision
- 2006 : The Golden Reel Award pour Les Griffin